# Liste der Vorsokratiker
Dies ist eine Liste der Vorsokratiker. Sie ist ausgerichtet an dem Werk Die Fragmente der Vorsokratiker (Hermann Diels, Walther Kranz, 9. Auflage), das untergliedert ist in die drei Abschnitte: A. Anfänge, B. Die Fragmente der Philosophen des 6. und 5. Jahrhunderts und unmittelbarer Nachfolger und C. Ältere Sophistik. Die Texte darin sind über 400 späteren antiken Autoren entnommen, die hauptsächlich Griechisch oder Lateinisch schrieben.
Gabriele Giannantoni hat die Zeugnisse und Fragmente der Vorsokratiker daraus ins Italienische übersetzt (Online abrufbar), Kathleen Freeman ins Englische.

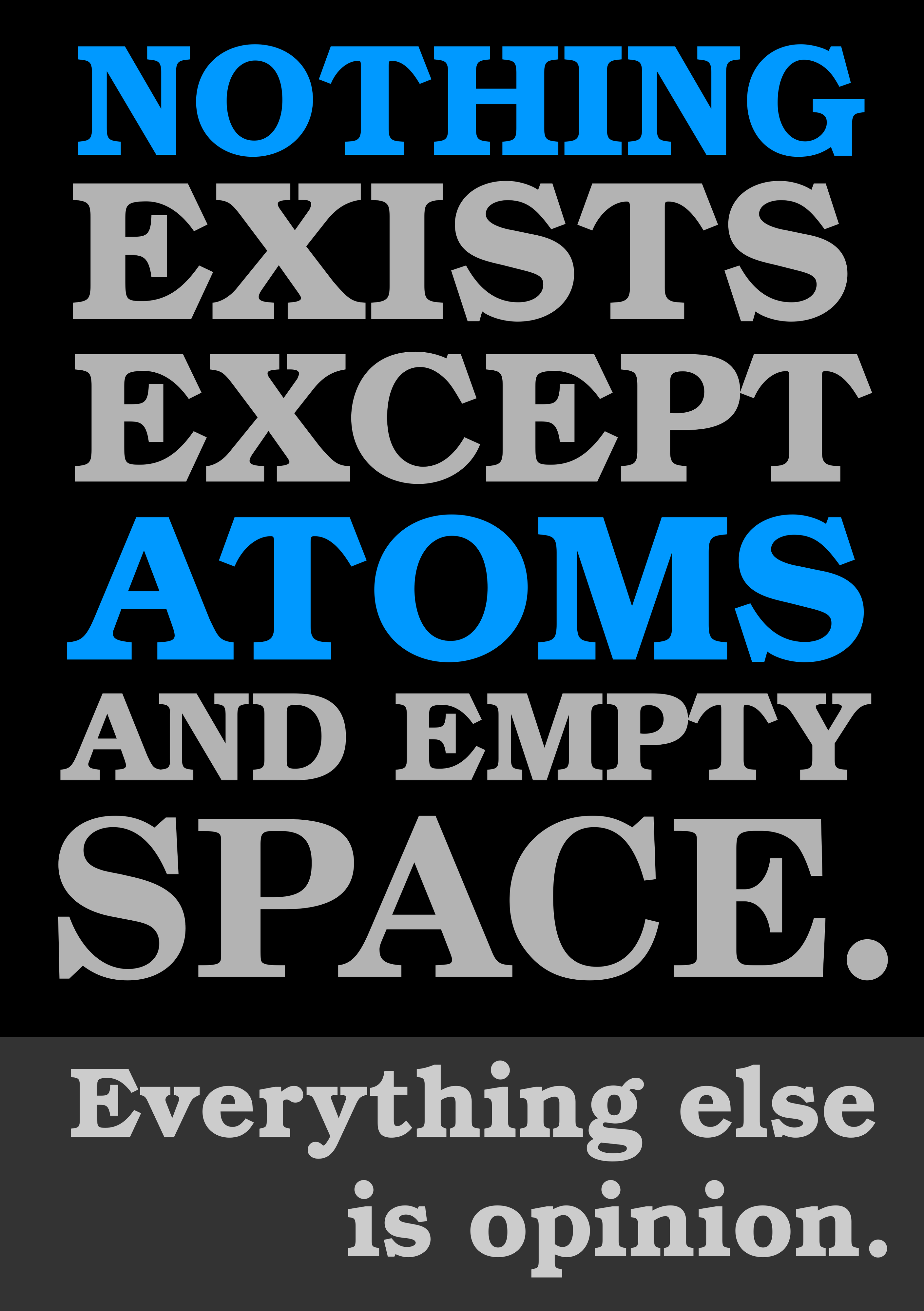
Nichts existiert als die Atome und der leere Raum. Alles andere ist Meinung. (Demokrit)

## Kurzeinführung
Von den Schriften der Vorsokratiker sind nur die in die Werke späterer Autoren eingebetteten Zitate erhalten geblieben. Diese Zitate sowie Berichte über die Vorsokratiker und Nachahmungen ihrer Werke wurden erstmals im 1903 von Hermann Diels (1848–1922) in seiner Standardausgabe Die Fragmente der Vorsokratiker  mit Überarbeitungen von Walther Kranz (1884–1960) und nachfolgenden Herausgebern zu dieser Gesamtausgabe aller Werke vorsokratischer Autoren zusammengestellt, die im Bereich der antiken Philosophie zum Standard geworden ist.
Philosophen wie Thales und Heraklit in Ionien, Pythagoras und Parmenides in Italien, Demokrit in Abdera zählen zu den bedeutendsten Figuren der intellektuellen Welt des Mittelmeerraums im 6. und 5. Jahrhundert v. Chr., in der die Philosophie geboren wurde. Durch die vorsokratischen Philosophen sind die rationalen Wissenschaften (Arithmetik, Geometrie, Stereometrie, Harmonie, Astronomie, Ethik, Politik, Ästhetik, Medizin usw.) entstanden.

## Liste
Quelle: Diels/Kranz (9. A.)

### Anfänge
Kosmologische Dichtung der Frühzeit
- Orpheus
- Musaios
- Epimenides

Astrologische Dichtung des 6. Jahrhunderts
- Hesiodos
- Phokos
- Kleostratos

Frühe kosmologische und gnomische Prosa
- Pherekydes von Syros
- Theagenes
- Akusilaos
- Die Sieben Weisen

### Die Fragmente der Philosophen des 6. und 5. Jahrhunderts und unmittelbarer Nachfolger
- Thales
- Anaximandros
- Anaximenes
- Pythagoras
  - Ältere Pythagoreer:
  - Kerkops
  - Petron
  - Brotinos
  - Hippasos
  - Kalliphon und Demokedes
  - Parm(en)iskos
- Xenophanes
- Herakleitos
- Epicharmos
- Alkmaion
- Ikkos
- Paron
- Ameinias
- Parmenides
- Zenon
- Melissos
- Empedokles
- Menestor
- Xythos
- Boidas
- Thrasyalkes
- Ion von Chios
- Damon
- Hippon
- Phaleas und Hippodamos
- Polykleitos
- Oinopides
- Hippokrates v. Chios. Aischylos
- Theodoros
- Philolaos
- Eurytos
- Archippos. Lysis. Opsimos
- Archytas
- Okkelos
- Timaios
- Hiketas
- Ekphantos
- Xenophilos
- Diokles. Echekrates. Polymnastos. Phanton. Arion
- Proros. Amyklas. Kleinias
- Damon und Phintias
- Simos. Myonides. Euphranor
- Lykon
- Pythagoreische Schule:
  - A. Katalog des Iamblichos
  - B. Anonyme Pythagoreer
  - C. ΑΚΟΥΣΜΑΤΑ ΚΑΙ ΣΥΜΒΟΛΑ  [Akusmata. Symbola]
  - D. ΕΚ ΤΩΝ ΑΡΙΣΤΟΞΕΝΟΥ ΠΥΘΑΓΟΡΙΚΩΝ ΑΠΟΦΑΣΕΩΝ ΚΑΙ ΠΥΘΑΓΟΡΙΚΟΥ ΒΙΟΥ [d. h. die Schriften des Aristoxenos zu den Pythagoräern]
  - E. Pythagoristen der Komödie

- Anaxagoras
- Archelaos
- Metrodoros von Lampsakos
- Kleidemos
- Idaios
- Diogenes von Apollonia
- Kratylos
- Antisthenes der Herakliteer

- Abderiten:
  - Leukippos
  -  Demokritos
  - Nessas
  - Metrodoros von Chios
  - Diogenes von Smyrna
  - Anaxarchos
  - Hekataios von Abdeia
  - Apollodoros
  - Nausiphanes
  - Diotimos
  - Bion von Abdera
  - Bolos

### Ältere Sophistik
- Protagoras
- Xeniades
- Gorgias
- Lykophron
- Prodikos
- Thrasymachos
- Hippias
- Antiphon der Sophist
- Kritias
- Anonymus Iamblichi
- ΔΙΣΣΟΙ ΛΟΓΟΙ [Dissoi Logoi] (Dialexeis)